# Microspermum
Microspermum là một chi thực vật có hoa trong họ Cúc (Asteraceae).

## Loài
Chi Microspermum gồm các loài: